# 安昌街道

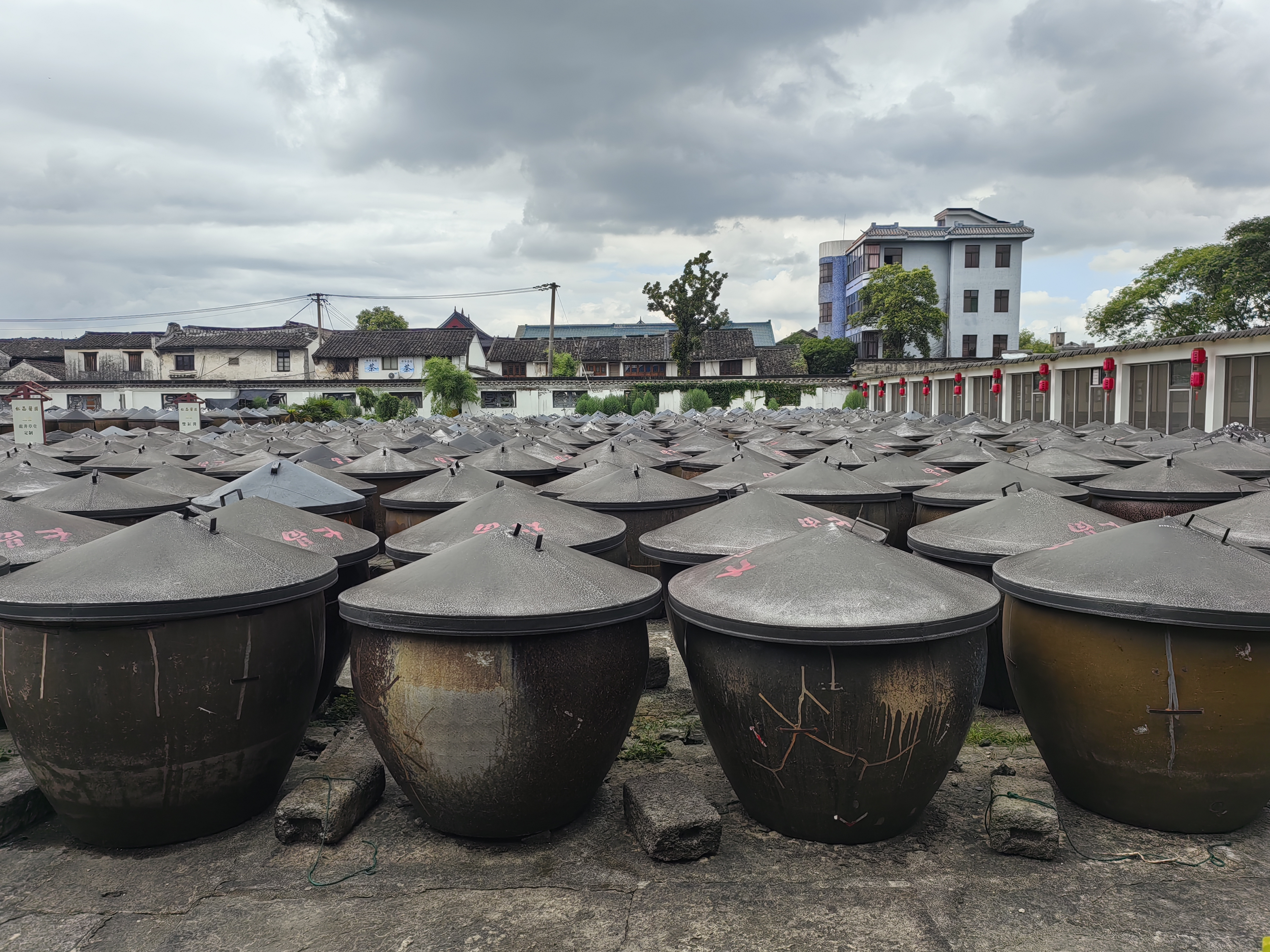
安昌街道仁昌酱园生產的母子酱油。绍兴酱油传统酿造技艺為浙江省非物质文化遗产

安昌街道位于中华人民共和国浙江省绍兴市柯桥区北部，在柯桥街道以北7公里，北临杭州萧山区瓜沥镇，东临齐贤街道、 南临华舍街道、西临钱清街道。该镇面积24平方公里，辖12个行政村、6个居委会。常住人口36480人。
唐末，钱镠平董昌之乱，因而名其乡为安昌。1910年置镇。1992年5月，大和乡并入，仍名安昌镇。
1991年11月，被列为浙江省历史文化名镇，为浙江省首批历史文化名镇。2005年，被中华人民共和国建设部列为第二批中国历史文化名镇。
2017年7月23日，浙江省人民政府批复同意撤销安昌镇建制，其行政区域改由绍兴市柯桥区政府直辖。
2017年8月7日，绍兴市人民政府批复同意在原安昌镇行政区域内设立安昌街道办事处。

## 行政区划
安昌街道下辖以下地区：
清风桥社区、新桥社区、寺桥社区、王家桥社区、三板桥社区、新街社区、东昌社区、国际村、白洋村、大山西村、盛陵村、大和村、前畈村、西扆村、安华村、海盐村、长乐村和九鼎村。